# The Winning Ticket
Pour plus de détails, voir Fiche technique et Distribution.
The Winning Ticket est un film américain réalisé par Charles Reisner, sorti en 1935.

## Synopsis
Joe Thomasello, un pauvre barbier italo-américain, achète un billet de concours à la demande de son beau-frère Eddie Dugan. L'épouse de Joe, Nora, est contre car elle désapprouve les jeux de hasard. Le billet s'avère être gagnant avec 150 000 $. Joe se souvient qu'il a donné le billet à son avocat Tony pour qu'il le garde pour lui mais le billet a disparu. Les trois hommes se rendent alors compte que le bébé de Joe, Mickey, était le dernier à être en possession du billet. Lorsqu'ils demandent au bébé où se trouve le billet, le bébé montre une planche qui bouge sur le sol. Les trois hommes déchirent le sol et creusent un trou à la recherche du billet perdu, en vain. Tony, qui a d'énormes dettes, décide que la meilleure chose à faire est de se rendre en Irlande par bateau et d'essayer de convaincre les officiels du concours que Joe était le véritable gagnant du concours.
Cependant Eddie a peur des navires et est amené par les autres hommes à faire le voyage. Tous les hommes sont finalement expulsés du navire quand Eddie est accusé d'être un passager clandestin. Après cela, les hommes voient le bébé Mickey fourrer du papier dans la bouche de l'un des nombreux perroquets en céramique de son père, ce qui les porte à croire que le bébé avait mis le billet gagnant dans l'un des oiseaux. M. Powers fait arrêter les hommes après avoir détruit certains de ses oiseaux en céramique. Nora et son bébé Mickey rendent visite à Joe en prison et ils lui présentent sa guitare pour l'aider à passer le temps. Nora et Joe se disputent sur la situation qui les amenés là à cause des jeux de hasard et la guitare se casse au-dessus de la tête de Joe, ce qui expose le ticket gagnant qui a été mis dans la guitare par Mickey plus tôt.

## Fiche technique
- Titre : The Winning Ticket
- Réalisation : Charles Reisner
- Réalisateur 2e équipe : Jacques Tourneur
- Scénario : Ralph Spence, Richard Schayer, Robert Pirosh et George Seaton
- Photographie : Charles G. Clarke
- Montage : Hugh Wynn
- Musique : Charles Maxwell	(non crédité)
- Direction artistique : Cedric Gibbons
- Société de production : Metro-Goldwyn-Mayer
- Pays de production : États-Unis
- Format : Noir et blanc — 35 mm — 1,37:1 — Son : Mono
- Genre : Comédie
- Durée : 70 minutes (1 h 10)
- Dates de sortie :
  - États-Unis : 8 février 1935
  - États-Unis : 23 octobre 1935

## Distribution
- Leo Carrillo : Joe Tomasello
- Louise Fazenda : Nora Tomasello
- Ted Healy : Eddie Dugan
- Irene Hervey : Mary Tomasello
- James Ellison : Jimmy Powers
- Luis Alberni : Tony Capucci
- Purnell Pratt : Mr. Powers
- Akim Tamiroff : Giuseppe
- Clara Blandick : Tante Maggie
- Sam Flint : Capitaine
- Donald Haines : Stubby
- Clarence Wilson : Dolan
- Sidney Bracey : Employé de banque
- Lee Phelps : Bookmaker
- Larry Steers : Voyageur
- Bernadene Hayes : Jeune femme au guichet
- Don Brodie